# Darlingtonica
Darlingtonica is een geslacht van kevers uit de familie van de loopkevers (Carabidae). De wetenschappelijke naam van het geslacht is voor het eerst geldig gepubliceerd in 1986 door Cassola.

## Soorten
Het geslacht Darlingtonica is monotypisch en omvat slechts de volgende soort:
- Darlingtonica papua (Darlington, 1947)